# Bashir Gemayel
Bashir Gemayel (Achrafieh, Beirute, 10 de novembro de 1947 — Achrafieh, 14 de setembro 1982) foi um líder da extrema-direita e político do Líbano. Ele foi eleito presidente do país em 1982 e assassinado dias antes de assumir o poder, durante a Guerra Civil Libanesa, num atentado com um carro-bomba que vitimou mais 26 pessoas. Seu nome também é grafado Bachir Gemayel, Sheikh Bachir Gemayel ou Sheikh Bashir Gemayel (em árabe: بشير الجميّل).

## Infância e Juventude
Bashir nasceu em 10 de novembro de 1947, no bairro de Achrafieh, Beirute, sendo o mais jovem de seus 6 irmãos. Seu pai foi Pierre Gemayel, fundador das Falanges Libanesas, partido nacionalista libanês inspirado na Falange Espanhola de José António Primo de Rivera. A Falange, apesar de oficialmente laica, recebeu quase todo seu apoio dos cristãos, principalmente dos católicos da Igreja Maronita. Bashir se uniu em 1962 nas fileiras juvenis da Falange. Completou sua educação universitária formal em 1971, na Universidade São José de Beirute. Em 1972 abriu um escritório de advocacia em Beirute. 

## Comando Militar
Em 1970 ele foi sequestrado por 8 horas por militantes palestinos. Em 1971 se tornou inspetor do ramo militar da Falange, liderado por William Wahi, criado com o objetivo de garantir a integridade territorial do Líbano, que segundo eles estava sendo ameaçada pela imigração massiva de palestinos ao país. As tensões entre a Organização para a Libertação da Palestina e os partidos cristãos do Líbano chegaram ao limite quando em 13 de abril de 1975, pistoleiros não identificados abriram fogo contra uma igreja católica em Beirute. Horas depois, Falangistas mataram mais de 30 palestinos, o que foi o estopim definitivo para a Guerra Civil Libanesa, que duraria de 1975 até 1990. 
Foi acusado de ter ordenador o massacre de 200 Palestinos em 6 de Dezembro de 1975, no que ficou conhecido como Sábado Negro. Em 1976, com a morte de William Wahi, se tornou líder das milícias falangistas. Mais tarde no mesmo ano, se tornou líder das Forças Libanesas, um agrupamento de várias milícias cristãs sobre a liderança de Bashir. A nova milícia não só se opôs a OLP, como também se opôs a invasão da Síria, ordenada por Hafez al-Assad, com intuito de ajudar as milícias palestinas. Bashir liderou suas tropas na chamada "Guerra de Cem Dias", em 1978, quando que com êxito, conseguiu resistir por três meses a invasão Síria de Beirute, até que um acordo pois fim as hostilidades. Durante todo esse tempo, Israel foi o principal financiador da milícia. 
Como comandante-chefe, Bashir fortaleceu o potencial militar das Forças Libanesas, instituindo treinamento militar em escolas do setor cristão para construir reservas. Ele também deu às Forças Libanesas uma dimensão política mais ampla e base popular e organizou serviços públicos nas áreas liberadas para substituir a falta de serviços fornecidos pelo governo. Estes incluíam um sistema de transporte público; um comitê popular para prover as necessidades diárias da população, como água, eletricidade, manutenção de estradas, coleta de lixo, esgoto, serviços de assistência social, etc.; duas estações de rádio e uma estação de televisão; e um pequeno aeroporto.

## Presidência
Israel invadiu o Líbano em 1982. O ministro da Defesa israelense, Ariel Sharon, se reuniu com Bashir meses antes, dizendo-lhe que as Forças de Defesa de Israel estavam planejando uma invasão para expulsar a OLP do Líbano, uma séria ameaça para eles. Esse apoio militar e político às forças israelenses no Líbano enfureceu muitos libaneses. 
A OLP foi expulsa do Líbano em agosto de 1982. Então, Bashir anunciou sua candidatura à presidência. Foi apoiado pelos Estados Unidos, que enviaram tropas de paz para supervisionar a retirada da OLP do Líbano. Bashir pediu que eles fiquem mais tempo para manter a estabilidade no Líbano, mas seu pedido foi negado. Em 23 de agosto de 1982, sendo o único candidato, Bashir Gemayel foi eleito presidente.
Em 3 de setembro de 1982, duas semanas antes de seu assassinato, Bachir se reuniu com o primeiro ministro israelense Menachem Begin em Nahariya, e concordou em iniciar o processo de estabelecer relações diplomáticas entre Israel e o Líbano desde o momento em que assumiu o poder. No entanto, alguns dias depois, ele pediu a David Kimche, diretor-geral do Ministério das Relações Exteriores de Israel: "Por favor, diga ao seu povo para ser paciente, eu estou comprometido em assinar a paz com Israel, e eu vou Mas preciso de tempo: nove meses, no máximo um ano, tenho que consertar minhas relações com os países árabes, especialmente com a Arábia Saudita, para que o Líbano possa voltar a desempenhar seu papel central na economia do Oriente Médio".

## Morte
Em 14 de setembro, na sede da Falange Libanesa, quando fazia seu último discurso como chefe das Forças Libanesas, as 16h10, um carro bomba explodiu, causando a morte de Bachir e outros 26 falangistas. No começo acreditava-se que Bachir fora apenas ferido, o que foi noticiado pelos jornais, mas na manhã seguinte sua morte foi confirmada. Apenas dois dias depois, com a suspeita de que militantes palestinos perpetraram o ataque, tropas falangistas invadiram os campos de refugiados como vingança. O exército de Israel que monitorava a região não interveio; o evento ficou conhecido como Massacre de Sabra e Chatila. Posteriormente, Habib Shartouni, um cristão maronita do Partido Social Nacionalista Sírio, foi preso acusado pelo assassinato enquando visitava a irmã; Habib confessou que instalou a bomba um dia antes do atentado, e que a motivação do ataque foi por Bashir aliar-se com Israel, acusando-o de transformar o Líbano num "estado fantoche".

## Vida Pessoal
Bashir casou-se com Solange Toutounji em 1977. Seu primeiro filho, Maya, com a idade de dezoito meses, foi morto em Beirute em 23 de fevereiro de 1980 em uma explosão de carro-bomba destinada a Bashir. Seus dois outros filhos são Youmna, nascido em 1981 e Nadim, nascido em 1982.